# Comarca's van Aragón

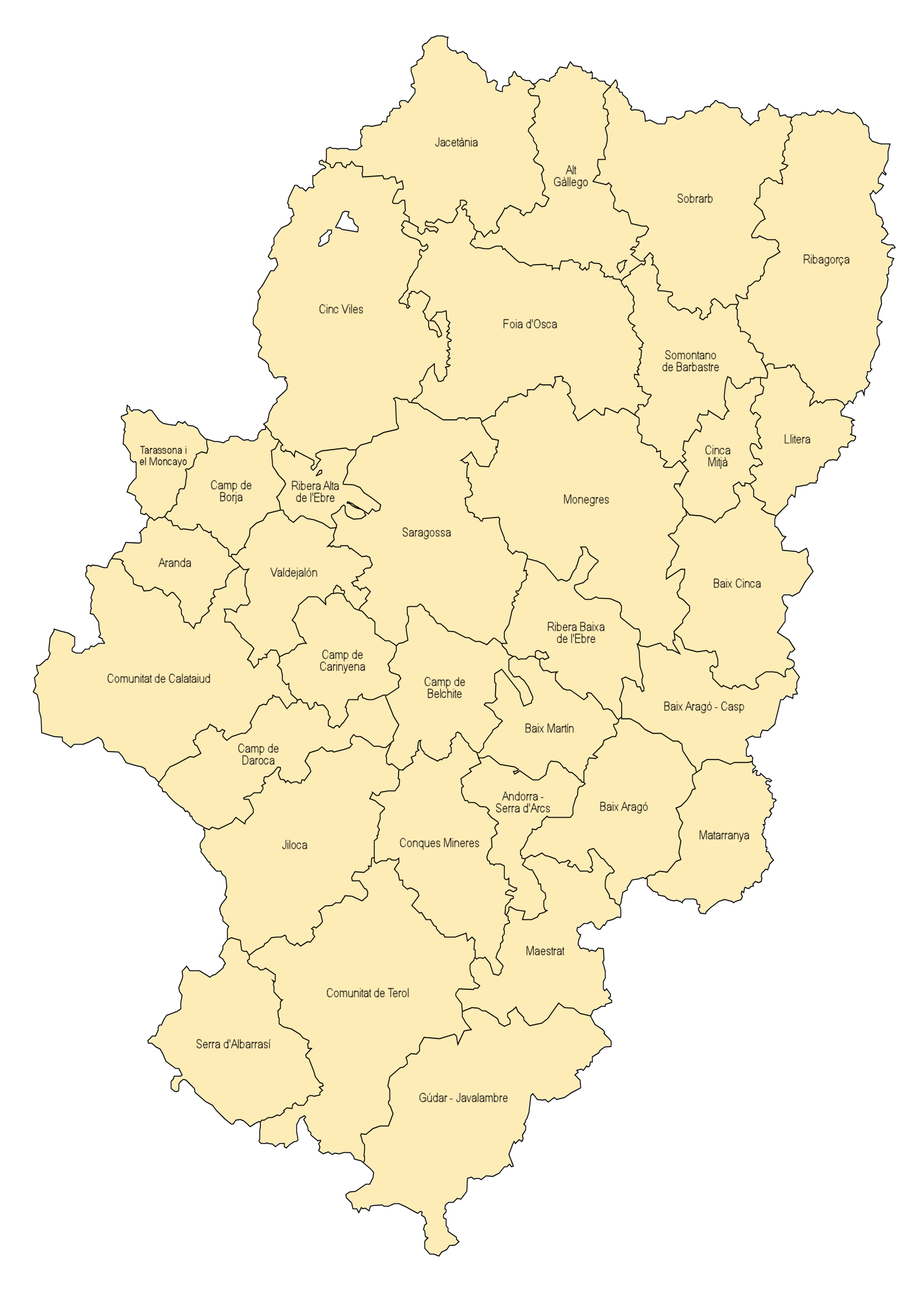
Comarca's van Aragón

De comarca (Spaans meervoud: comarcas) van Aragón is een onderverdeling van de provincies van Spanje binnen de Spaanse autonome regio Aragón. Comarca betekent zoiets als het Amerikaanse "county" of het Engelse "shire".

## Comarca's van Aragón
| #  | Comarca                           | Hoofdstad                      | Provincie        |
| -- | --------------------------------- | ------------------------------ | ---------------- |
| 1  | Jacetania                         | Jaca                           | Huesca, Zaragoza |
| 2  | Alto Gállego                      | Sabiñánigo                     | Huesca           |
| 3  | Sobrarbe                          | Aínsa-Sobrarbe en Boltaña      | Huesca           |
| 4  | Ribagorza                         | Graus en Benabarre             | Huesca           |
| 5  | Cinco Villas                      | Ejea de los Caballeros         | Zaragoza         |
| 6  | Hoya de Huesca/Plana de Uesca     | Huesca                         | Huesca, Zaragoza |
| 7  | Somontano de Barbastro            | Barbastro                      | Huesca           |
| 8  | Cinca Medio                       | Monzón                         | Huesca           |
| 9  | La Litera/La Llitera              | Binéfar en Tamarite de Litera  | Huesca           |
| 10 | Bajo Cinca/Baix Cinca             | Fraga                          | Huesca, Zaragoza |
| 11 | Monegros                          | Sariñena                       | Huesca, Zaragoza |
| 12 | Tarazona y el Moncayo             | Tarazona                       | Zaragoza         |
| 13 | Campo de Borja                    | Borja                          | Zaragoza         |
| 14 | Aranda                            | Illueca                        | Zaragoza         |
| 15 | Ribera Alta del Ebro              | Alagón                         | Zaragoza         |
| 16 | Valdejalón                        | La Almunia de Doña Godina      | Zaragoza         |
| 17 | Zaragoza                          | Zaragoza                       | Zaragoza         |
| 18 | Ribera Baja del Ebro              | Quinto                         | Zaragoza         |
| 19 | Bajo Aragón-Caspe/Baix Aragó-Casp | Caspe                          | Zaragoza         |
| 20 | Comunidad de Calatayud            | Calatayud                      | Zaragoza         |
| 21 | Campo de Cariñena                 | Cariñena                       | Zaragoza         |
| 22 | Campo de Belchite                 | Belchite                       | Zaragoza         |
| 23 | Bajo Martín                       | Híjar                          | Teruel           |
| 24 | Campo de Daroca                   | Daroca                         | Zaragoza         |
| 25 | Jiloca                            | Calamocha en Monreal del Campo | Teruel           |
| 26 | Cuencas Mineras                   | Montalbán en Utrillas          | Teruel           |
| 27 | Andorra-Sierra de Arcos           | Andorra                        | Teruel           |
| 28 | Bajo Aragón                       | Alcañiz                        | Teruel           |
| 29 | Comunidad de Teruel               | Teruel                         | Teruel           |
| 30 | Maestrazgo                        | Cantavieja                     | Teruel           |
| 31 | Sierra de Albarracín              | Albarracín                     | Teruel           |
| 32 | Gúdar-Javalambre                  | Mora de Rubielos               | Teruel           |
| 33 | Matarraña                         | Valderrobres en Calaceite      | Teruel           |